# NGC 5242
NGC 5242 est une entrée du New General Catalogue qui concerne un corps céleste perdu ou inexistant dans la constellation de la Vierge. Cet objet a été enregistré par l'astronome britannique John Herschel le 10 avril 1828.